# 良永同仁堂
株式会社良永同仁堂（よしながどうじんどう）は、医薬品・医療機器・試薬の卸売を中心とする日本の企業であった。現在は東邦薬品の共創未来グループの一社「九州東邦株式会社」である。

## 概要
- 本社は福岡県大牟田市三川町2-30
- 資本金　4,800万円
- 社長　坂本悠三

## 沿革
- 1932年（昭和7年）5月 - 創業
- 1946年（昭和21年）12月 - （名）良永同仁堂に商号変更
- 1949年（昭和24年）1月13日 - 資本金100万で「良永同仁堂株式会社」を設立
- 1984年（昭和59年）5月 - 北九州市の「三和薬品株式会社」と合併し「良和薬品株式会社」と商号変更

## 営業所
- 久留米支店・福岡県久留米市津福本町字松尾827
- 柳川営業所・福岡県柳川市本城町15-1
- 福岡営業所・福岡県博多区諸岡5-27-5

## 主な取引メーカー
- 三共
- 稲畑産業
- 藤沢薬品
- 山之内製薬
- 東京田辺製薬
- 萬有製薬